# Michele Clapton
Michele Clapton est une costumière britannique travaillant dans les domaines de la télévision et du cinéma.

## Biographie
Michele Clapton travaille tout d’abord avec des artistes et des musiciens, notamment pour la réalisation de clips musicaux, avec Garbage, Muse, Enya ou encore Coldplay.
Elle joint ensuite l’équipe des costumes de Game of Thrones pour les cinq premières saisons. Sa méthodologie de travail s’oriente vers la conception de costumes correspondants aux origines géographiques et familiales de chaque personnage, ainsi qu’à ses motivations et sa psychologie au moment où se déroulent les différents épisodes,.
En 2016, pour la saison 6 de la série de fantasy épique de HBO, April Ferry prend le relai de Clapton pour concevoir la majeure partie des costumes. Michele Clapton travaille sur la série The Crown pendant ce temps, mais devrait rejoindre à nouveau l’équipe des costumes de Game of Thrones pour la septième saison.

## Distinctions
Elle a remporté un BAFTA Award pour la mini-série télévisée The Devil's Whore dans la catégorie de la Meilleure création de costumes, et trois Emmy Awards pour les costumes de la série de HBO Game of Thrones en 2012, 2014 et 2016.

## Filmographie sélective

### Au cinéma
- 2024 : Apartment 7A de Natalie Erika James
- 2021 : The King's Man : Première mission (The King's Man) de Matthew Vaughn
- 2018 : Mamma Mia! Here We Go Again
- 2016 : Ali and Nino
- 2015 : Queen of the Desert
- 2014 : Avant d'aller dormir
- 2012 : Blood
- 2006 : Love (et ses petits désastres)
- 2005 : Ma famille et autres animaux
- 2005 : Separate Lies
- 2005 : Chromophobia
- 2002 : Miranda
- 2001 : Chica de Río
- 2000 : Les Neuf Vies de Tomas Katz
- 1999 : Simon Le Magicien
- 1992 : Le Souffle du démon
- 1989 : Visions of Ecstasy

### À la télévision
- 2016 : The Crown
- 2011 : Game of Thrones
- 2021 : The Nevers